# Tergni
Tergni (in sloveno Trnje) è un centro abitato della Slovenia, frazione del comune di San Pietro del Carso.